# António Jacinto
António Jacinto do Amaral Martins, kurz António Jacinto (* 28. September 1924 in Luanda, Portugiesisch-Westafrika; † 23. Juni 1991 in Lissabon, Portugal) war ein angolanischer Dichter, Geschichtenerzähler und politischer Aktivist. Er ist unter dem Pseudonym Orlando Távora bekannt. Er gehört zu den bekanntesten Autoren des Landes und steht exemplarisch für die Autoren-Generation der 1950er und 1960er, die sich mit der Schaffung einer eigenen angolanischen Identität („Angolanidade“) und damit im Widerstand gegen das portugiesische Kolonialregime auseinandersetzte.

## Leben

### Jugend und Ausbildung
António Jacinto wurde am 28. September 1924 in Luanda, der Hauptstadt der portugiesischen Kolonie Angola geboren. Sowohl sein Vater, José Trindade Martins, wie seine Mutter, Maria Cecilia Amaral, stammten aus der nordportugiesischen Region Trás-os-Montes und waren 1912 in die Kolonie gezogen. Jacintos Vater arbeitete dort als Händler und Geschäftsmann. Jacinto wuchs mit seiner Familie erst in dem Dorf Cambombo und dann in Golungo Alto in der angolanischen Provinz Cuanza Norte auf. Später zog die Familie nach Luanda, wo Jacinto die Sekundarschule Liceu Salvador Correia besuchte. Während seiner Schulzeit soll Jacinto begonnen haben sich der Poesie und der Literatur zu widmen, unter anderem soll er angolanische mündlich tradierte Geschichte gesammelt haben.

### Herausgeber vonMensagemundCultura
Nach seiner Schulzeit begann Jacinto im Kulturbereich des Regionalverbands der in Angola geborenen (Associação Regional dos Naturais de Angola, ANANGOLA) tätig zu sein, unter anderem zusammen mit anderen Intellektuellen wie Humberto da Sylvan und Leston Martins. Die drei waren die Hauptinitiatoren der Zeitschrift Mensagem, von der sie vier Ausgaben zwischen 1951 und 1952 veröffentlichten. Die Zeitschrift gilt als Wendepunkt im intellektuellen Diskurs um eine angolanische Identität und führte unter anderem dazu, dass die bereits vorhandene, nicht-portugiesische Kultur Angolas stärker wertgeschätzt wurde. Insbesondere für die Literaturszene Angolas war dies entscheidend. Intellektuelle wie Viriato da Cruz, Agostinho Neto und Alda Lara beteiligten sich daran. Im Rahmen der ANANGOLA schuf Jacinto Verbindungen zu anderen portugiesischsprachigen Intellektuellenbewegungen und deren Zeitschriften, wie der mosambikanischen Itinerário, der portugiesischen Neorealisten aus Coimbra um Augusto dos Santos Abranches, sowie die brasilianische Zeitschrift Sul aus Florianópolis.
Aufgrund von zunehmenden Spannungen innerhalb der ANANGOLA ob der Frage der politischen Ausrichtung hinsichtlich einer Unabhängigkeit Angolas, verließ Jacinto die Organisation und trat der Sociedade Cultural de Angola bei, und begann in deren Zeitschrift Cultura zu veröffentlichen. Die Cultura II mit ihren 13 Ausgaben zwischen 1957 und 1961 übernahm die diskursbestimmende Rolle der Mensagem. Zusammen mit anderen, wie Uanhenga Xitu und Agostinho Neto, engagierte sich Jacinto in der von ihm mitbegründeten Movimento dos Novos Intelectuais de Angola.

### Kampf um die Unabhängigkeit Angolas
1955 gründeten Viriato da Cruz, Ilídio Machado, Mário António und António Jacinto zusammen die „Kommunistische Partei Angolas“ (Partido Comunista Angolano), die sich ein Jahr später in „Partei des vereinten Kampfes der Afrikaner von Angola“ (Partido da Luta Unida dos Africanos de Angola) umbenannte. 1956 schloss sich die Partei der neugegründeten Volksbewegung für die Befreiung Angolas (Movimento Popular da Libertação de Angola, MPLA) an. Aufgrund seiner politischen Aktivitäten verhaftete die portugiesische Geheimpolizei PIDE Jacinto das erste Mal 1959 – zusammen mit zahlreichen anderen angolanischen Nationalisten.
Nachdem er frei gekommen war, wurde er 1961 erneut verhaftet, nachdem zuvor eine Gruppe von Nationalisten um die MPLA am 4. Februar 1961 mehrere koloniale Einrichtungen angegriffen und damit offiziell den Befreiungskampf Angolas begonnen hatten. Nach einem Gerichtsverfahren 1963 wurde Jacinto für 14 Jahre Haft im Konzentrationslager in Tarafal (Kapverde) verurteilt, wo auch andere politische Schriftsteller wie Luandino Vieira, Uanhenga Xitu und António Cardoso einsaßen.
Nach einer internationalen Kampagne für seine Freilassung, entschied das Regime ihn 1972 zu entlassen – verbunden mit der Auflage für mindestens fünf Jahre in Lissabon zu bleiben. Er floh jedoch nach Algerien, wo er sich der MPLA anschloss, deren Mitglieder dort von algerischen Nationalisten trainiert wurden. Fortan stieg in der Partei auf, unter anderem war Mitglied des Zentralkomitees der MPLA. Nach der Unabhängigkeit Angolas im Zuge der portugiesischen Nelkenrevolution ernannte die Partei Jacinto zum Sekretär des Nationalen Kulturrats sowie zum stellvertretenden Bildungsminister (Secretário de Estado da Cultura), später zum Kulturminister. Er war Mitgründer des angolanischen Schriftstellerverbandes União dos Escritores Angolanos, über den der angolanische Staat Autorinnen und Autoren in Angola förderte.

### Tod
1990 zog sich António Jacinto aus Altersgründen aus der Politik zurück. Er starb am 23. Juni 1991 in Lissabon und wurde in Luanda beerdigt.

## Literarisches Wirken
António Jacintos Wirken und Werk gilt als besonderes Beispiel der politischen, antikolonialen Intellektualität Angolas der 1950er und 1960er Jahre, die sich damit auseinandersetzte wie eine „angolanische Identität“ geschaffen werden könnte. Er gehört damit zur sogenannten zweiten Generation von Autorinnen und Autoren in Angola. In seinen Gedichten und Geschichten verarbeitete Jacinto die Realitäten des Kolonialismus in Angola, unter anderem die praktizierte Zwangsarbeit, die Rassendiskriminierung, Analphabetismus und die weit verbreitete Armut, vor allem in den Musseques, den Armenvierteln Luandas. Er verstand sich als „Stimme der Stimmlosen“.
Bereits 1946 schrieb Jacinto sein erstes fiktionales Werk mit dem Titel Vôvô Bartolomeu, das erst erheblich später, um 1960 in der Anthologie Contistas Angolanos des Studierendenhauses Casa de Estudantes do Império veröffentlicht wurde. Das Werk zeigt eindrücklich wie sich Jacinto bereits 1946 mit den Widersprüchen des portugiesischen Kolonialismus in Angola auseinandersetze, gleichermaßen erweiterte er den portugiesischen Wortschatz um zahlreiche Worte und Ausdrücken, die vor allem aus der lokalen angolanischen Sprache Kimbundu stammten.
1953 veröffentlichte Jacinto zahlreiche antikoloniale Gedichte in dem Sammelband Caderno de Poesia Negra de Expressão Portuguesa, herausgegeben von Francisco José Tenreiro und Mário Pinto de Andrade des Lissabonner Studierendenhauses Casa dos Estudantes do Império, das sich zu einem Zentrum der antikolonialen Studierendenbewegung entwickelt hatte. In dem Sammelverband veröffentlichten unter anderem auch die Dichterinnen und Dichter Noémia de Sousa (aus Mosambik), Alda do Espírito Santo (aus São Tomé und Príncipe) sowie Agostinho Neto (aus Angola).
Als sein bekanntestes Werk gilt Sobreviver em Tarrafal de Santiago, ein Sammelband von Gedichten, in denen er seine Haft im Konzentrationslager Tarrafal beschreibt und sein Leid verarbeitet. Albert von Brunn schreibt, dass Jacintos Werk auch „[...] Anlaß für Introspektion und Identitätssuche eines weißen afrikanischen Dichters [ist], der für die Freiheit seines Heimatlandes Angola kämpft.“ Der zwischen 1964 und 1975 geschaffene Sammelband veröffentlichte Jacinto erst 1985. Er erhielt dafür unter anderem 1985 den angolanischen Nationalpreis für Literatur. Am 3. Oktober 1986 überreichte Johannes Rau, Vorstandsmitglied der Gesellschaft zur Förderung der Literatur aus Afrika, Asien und Lateinamerika, im Pressezentrum der Frankfurter Buchmesse den Noma-Preis für afrikanische Literatur an António Jacinto, vertreten durch Agostinho André Mendes de Carvalho, damaliger Präsident des angolanischen Schriftstellerverbandes. Der Preis, so von Brunn, sei „[...] sowohl Ehrung eines bis anhin [...] wenig bekannten und kaum übersetzten Dichters als auch Anerkennung für eine verlegerische Leistung unter schwierigsten Bedingungen.“
Seit 1993 vergibt das angolanische staatliche Medieninstitut Instituto Nacional do Livro e do Disco den Literaturpreis zu seinen Ehren (Prémio de Literatura António Jacinto).

## Veröffentlichte Werke

### Sammelbände / Gesamtwerke
Jacinto veröffentlichte seine Gedichte in zahlreichen Sammelbänden, unter anderem:
- Antologia dos Poetas de Angola (1950), Caderno da Poesia Negra de Expressão Portuguesa (1953), Antologia da Poesia Negra de Expressão Portuguesa (1958), Contistas Angolanos (1960), Estrada Larga (ohne Datum), Poesia Africana di Rivolta (1969), Antologia da Poesia Pré-Angolana (1976), No Reino da Caliban. Antologia Panorâmica da Poesia Africana de Expressão Portuguesa II (1976).

Darüber hinaus veröffentlichte er folgende Gesamtwerke:
- Poemas (1961/1985)
- Vovô Bartolomeu (Neuveröffentlichung 1979, erstmals veröffentlicht 1960)
- Em Kiluange do Golungo (1984)
- Sobreviver em Tarrafal de Santiago (1985)
- Prometeu (1987)
- Fábulas de Sanji (1988)

### Bekannte Gedichte
- O grande desafio
- Poema da alienação
- Carta dum contratado
- Monangamba
- Canto interior de uma noite fantástica
- Era uma vez
- Bailarina negra
- Ah! Se pudésseis aqui ver poesia que não há!